# أدعج (اسم)
أَدْعَج هو اسم علم مذكر من أصل عربي، وجاء الاسم على صيغة أفعل، ومعناه هو ذو العينين السوداوين،  ويعد الاسم من الأسماء العربية القديمة.

## الأصل اللغوي
لفظ أَدْعَج هو من المصدر دعج. الدَّعَجُ والدُّعْجَةُ: السَّوادُ ؛ وقيل شدَّة السواد. وقيل: الدَّعَجُ شدَّة سواد سواد العين، وشدة بياض بياضها ؛ وقيل: شدة سوادها مع سعتها ؛ قال الأَزهري: الذي قيل في الدَّعَجِ إِنه شدّة سواد سواد العين مع شدة بياض بياضها خطأٌ، ما، قاله أَحد غير الليث. 
عَيْنُ دَعْجاءُ بينة الدَّعَجِ، وامرأَة دَعْجاءُ، ورجل أَدْعَجُ بَيِّنُ الدَّعَجِ ؛ قال العجاج يصف انفلاق الصبح: تَسُورُ في أَعْجَازِ لَيْلٍ أَدْعَجَا أَراد بالأَدعَج: المظلم الأَسود، جعل الليل أَدْعَجَ لشدّة سواده مع شدة بياض الصبح. وفي صفت النبي محمد ﷺ: في عينيه دَعَجٌ ؛ الدَّعَجُ والدُّعْجَة السواد في العين وغيرها ؛ يريد أَن سواد عينيه كان شديد السواد ؛ وقيل: إِنالدَّعَجَ عنده سواد العين في شدة بياضها.